# Agnat
 Agnat  es una población y comuna francesa, en la región de Auvernia, departamento de Alto Loira, en el distrito de Brioude y cantón de Auzon.

## Demografía
| 353 | 316 | 302 | 251 | 222 | 209 |
| Para los censos de 1962 a 1999 la población legal corresponde a la población sin duplicidades (Fuente: INSEE [Consultar]) |     |     |     |     |     |